# 핀 쉬들란
핀 쉬들란(Finn Erling Kydland, 1943년 12월 1일 ~ )은 경기 순환 이론 연구로 유명한 노르웨이의 경제학자이다. 캘리포니아 대학교 샌타바버라 경제학과 교수이다. 카네기 멜런 대학교의 Tepper 경영대학원에서 철학박사 학위를 받았다. 그리고 노르웨이 경제대학(NHH)에서 파트타임으로 일했다. 에드워드 C. 프레스콧과 더불어 2004년도 노벨 경제학상 수상자였다.
노르웨이 남서부 로갈란주 농업 지역에 위치한 Gjesdal의 Søyland에 있는 가족 농장에서 6남매 중 장남으로 성장했다. 부모가 자녀에게 많은 제한을 가하지 않는 자유주의적인 교육을 받았음을 회고했다. 친구가 운영하는 밍크 농장에서 부기 일을 한 후 성인이 돼서 수학과 경제학에 관심을 갖게 되었다.
이론경제학에 대한 새로운 관심으로 1968년 NHH에서 BSc 철학박사 학위를 취득하고 1973년 카네기 멜런 대학교에서 에드워드 프레스콧이 지도한 분산형 거시경제 계획이라는 경제학 박사 학위 논문을 썼다. 이후 조교수로 NHH에 돌아왔고 1978년에 카네기 멜런 대학교의 부교수로 다시 자리를 옮겼다. 그 이후로 미국에서 살고 있다.
전문 분야는 일반경제학, 정치경제학이며 관심 분야는 경기 순환, 통화 및 재정 정책, 노동경제학이다. 1977년 카네기 멜런 대학교의 교수진으로 합류하여 2004년까지 경제학과 교수로 재직하다가 캘리포니아 대학교 샌타바버라 교수로 재직했고 종합 경제 및 금융 연구소(LAEF)를 설립했다. 같은 기관에서 댈러스 연방준비은행, 클리블랜드 연방준비은행의 연구원이자 텍사스 대학교 오스틴 IC² 연구소의 연구원이다. NHH의 겸임교수이기도 하며 후버 연구소, 아르헨티나 토르콰토디텔라 대학교에서 방문학자 및 교수직을 역임했다.